# 중심가의 상점
《중심가의 상점》(Obchod Na Korze, The Shop On Main Street)은 체코에서 제작된 엘마 크로스 감독의 1965년 영화이다. 이다 카민스카 등이 주연으로 출연하였다.
이 영화는 1965년 아카데미 외국어 영화상 수상작이다.

## 출연

### 주연
- 이다 카민스카
- 조제프 크로너